# Királyegyháza, Baranya
Királyegyháza este un sat în districtul Szentlőrinc, județul Baranya, Ungaria, având o populație de 993 de locuitori (2011). 

## Demografie
Componența etnică a satului Királyegyháza
     Maghiari (95,97%)
     Romi (2,82%)
     Alții (1,21%)
Componența confesională a satului Királyegyháza
     Fără religie (16,21%)
     Reformați (2,32%)
     Necunoscută (81,47%)
Conform recensământului din 2011, satul Királyegyháza avea 993 de locuitori. Din punct de vedere etnic, majoritatea locuitorilor (95,97%) erau maghiari, cu o minoritate de romi (2,82%). Nu există o religie majoritară, locuitorii fiind persoane fără religie (16,21%) și reformați (2,32%). Pentru 81,47% din locuitori nu este cunoscută apartenența confesională.